# Juan Everardo Nithard
Juan Everardo Nithard, conegut així a Espanya, de naixement, en alemany, Johann Eberhard Neidhardt (Falkenstein, Àustria, 8 de desembre de 1607 - Roma, Estats Pontificis, 1 de febrer de 1681) va ser un religiós austríac, membre de la Companyia de Jesús.
Membre d'una família catòlica del Tirol, ingressà als 21 anys a la Companyia de Jesús, estudien al Col·legi de Graz. Després va esdevenir preceptor dels fills de l'emperador Ferran III, va acabar com a acompanyant, en qualitat de confessor, de l'arxiduquessa Maria Anna d'Àustria a Madrid, en casar-se aquesta amb el seu tiet Felip IV de Castella. Molt influïda per Nithard, va intentar introduir a aquest en el Consell de Govern del regne. El consell de govern estava format per una sèrie de càrrecs concrets, la reina va esperar a la mort de l'inquisidor general, Diego de Arce y Reinoso, que va morir el mateix dia que Felip IV, i malgrat haver resultat escollit Pasqual d'Aragó, la reina va pressionar-lo perquè renunciés al càrrec i després, amb coneixement de què l'inquisidor general només podia ser espanyol, però la nacionalització només la podia autoritzar les Corts de Castella; abans de reunir-les, la reina havia contactat amb les vint-i-una ciutats que en formaven part i n'havia obtingut una resposta positiva, el 20 de setembre de 1667, Nithard era nacionalitzat, i dos dies després nomenat inquisidor general, obtenint una dispensa papal d'Alexandre VII, deslliurant-lo del vot jesuïta de no exercir càrrecs polítics. A la mort del rei s'inicià la regència de la reina vídua durant la minoria de Carles II i, durant la seva primera etapa de regència, Tanmateix, això les accions de la reina van permetre a Nithard entrar en el consell de Regència i va arribar a actuar com un primer ministre, de facto com a privat de la reina.
Durant la seva privança, va participar en 1667 en les negociacions del Tractat de Madrid, es va produir la Guerra de Devolució, que tingué com a conseqüència el Tractat d'Aquisgrà (1668), que va suposar la pèrdua d'algunes ciutats als Països Baixos Espanyols, però es va recuperar per a la monarquia el Franc Comtat i el mateix any es reconeixia oficialment la independència de Portugal. En general, les seves polítiques van ser desencertades i van tenir l'oposició de la població, en són exemples les prohibicions de les curses de braus i les representacions teatrals, però també dels regnes de la monarquia, Nithard va fer poc cas dels consells territorials i, a més, els seus èxits van ser escassos. La seva condició d'estranger i de membre dels jesuïtes li van fer guanyar molts enemics a la cort, el seu major detractor va ser el fill bastard de Felip IV, Joan Josep d'Àustria, que havia estat allunyat expressament de Madrid pel possible temor que pogués arrabassar-li la corona al seu germanastre. Després de dues proves fallides que intentaren posar fi a la vida Nithard, es va intentar fer arrestar a Joan Josep, però aquest va aconseguir refugiar-se a Catalunya. El 1669 va dur a terme un cop d'Estat, conjuntament amb el partit contrari a Nithard, amb èxit va marxar sobre Madrid. La reina Maria Anna es va veure obligada a cedir i va destituir al jesuïta i el va fer fora de territori hispànic, el va enviar Roma com a ambaixador extraordinari. Allà va ser bisbe d'Agrigent i, posteriorment, Arquebisbe d'Edessa, essent nomenat cardenal l'any 1672 pel Papa Climent X.